# フランシスコ・デ・モラレス
フランシスコ・デ・モラレス（Francisco de Morales、1567年10月14日 - 1622年9月10日）は、スペインのドミニコ会宣教師である。

## 経歴・人物
マドリードに生まれ、後にグレゴリアン大学の文学部の教授等を務める。1598年にはスペイン領東インド（現在のフィリピン）に渡航し、マニラにて布教活動を行い1601年には同地で聖ドミニコ修道院長となり日本に派遣される船員の一人に任命された。これによって翌1602年（慶長7年）に同市14人らと共にドミニコ会初の来日宣教師として薩摩に来航し、同地や長崎を中心に布教活動を行う。布教活動中はそのかたわらで、京都にて聖堂および当時流行していたハンセン病患者のためにその専門の病院を設立したことにも携わった。
しかし1608年（慶長13年）に退去命令によりハンセン病の患者と共に長崎に戻り、1609年（慶長14年）に江戸幕府からキリシタン追放令（禁教令）が発令されたことによりキリシタンの迫害が激化し同年10月にマニラに追放された。その後は同地の沖から出港した際にキリシタンの小舟によって長崎に再度密入国し、長崎代官を務めた日本人キリシタンの村山等安（アントニオ）の長男であった村山徳安（アンデレ）の元で潜伏した。1617年（元和3年）からはドミニコ会の日本管区長の代理として活動したが、翌々年の1619年（元和5年）に捕縛され壱岐に投獄される。その後は大村に送還され1622年9月10日（元和8年8月5日）に火刑に処され殉教した。なおこの出来事は元和の大殉教と呼ばれ、同日には等安もモラレスの潜伏を幇助したとしてモラレスと同じく火刑に処されている。刑死してから245年後の1867年（慶応3年）、ピウス9世によって列福された。